# Préfecture de Kukës
La préfecture de Kukës (en albanais : Qarku i Kukësit) est une préfecture d'Albanie. Sa capitale est Kukës.
Elle est bordée par le Monténégro au nord, par le Kosovo à l'est et par la Macédoine au sud-est.
Avec 75 746 habitants selon le recensement de 2008, il s'agissait de la préfecture la moins peuplée d'Albanie, et aussi de la moins dense (32 habitants par kilomètre carré, contre une moyenne nationale de 98 hab./km2).

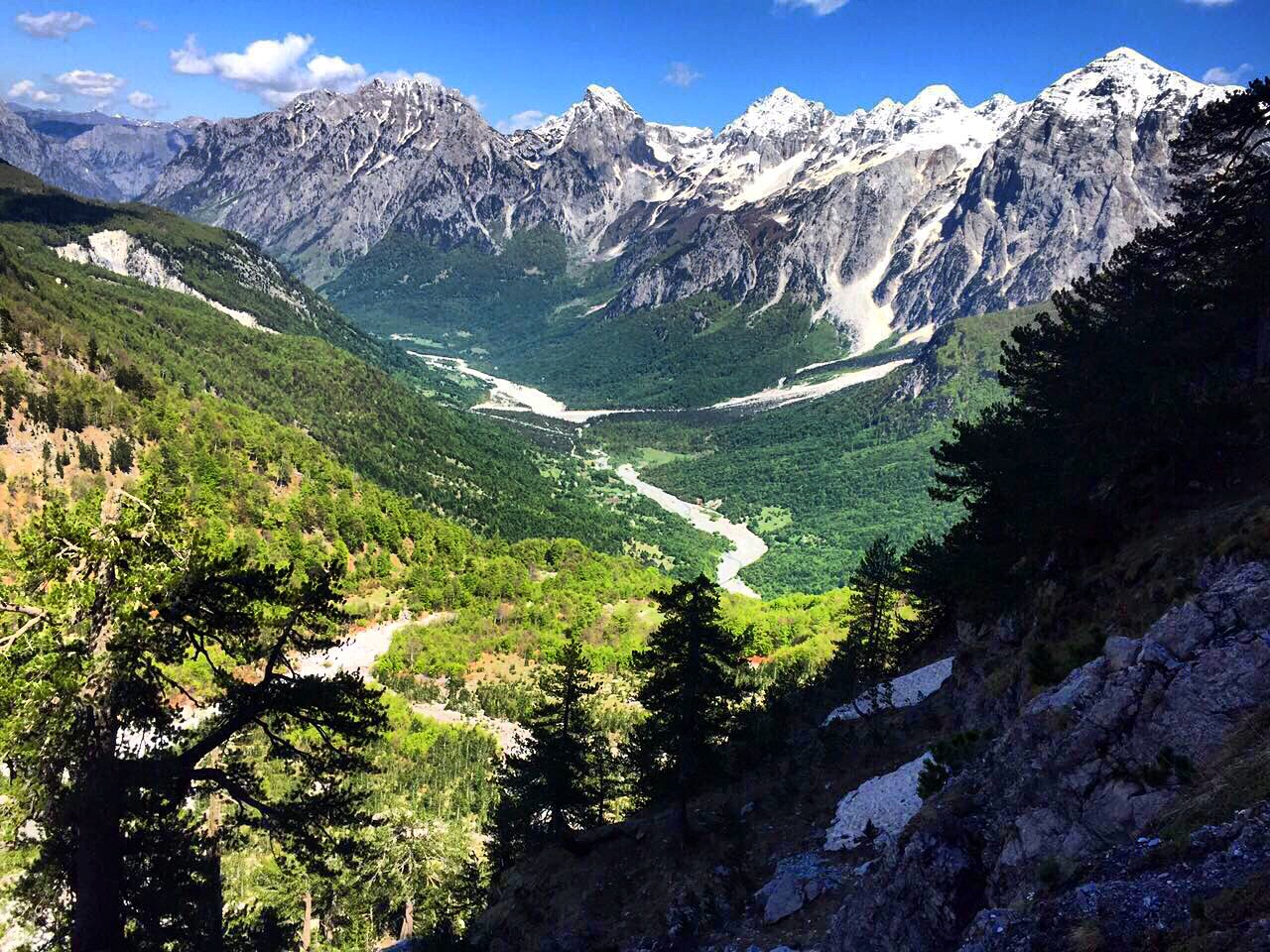
Parc national de la vallée de Valbonë

## Districts
La préfecture de Kukës était  sous-divisée en trois districts : Has, Kukës et Tropojë, mais depuis une réforme administrative en 2015 il n'y a plus de districts en Albanie.